# Tullio Pinelli
Tullio Pinelli, né le 24 juin 1908 à Turin et mort le 7 mars 2009 à Rome, est un scénariste italien notamment connu pour son travail avec Federico Fellini sur Les Vitelloni, La strada, La dolce vita et Huit et demi.

## Biographie

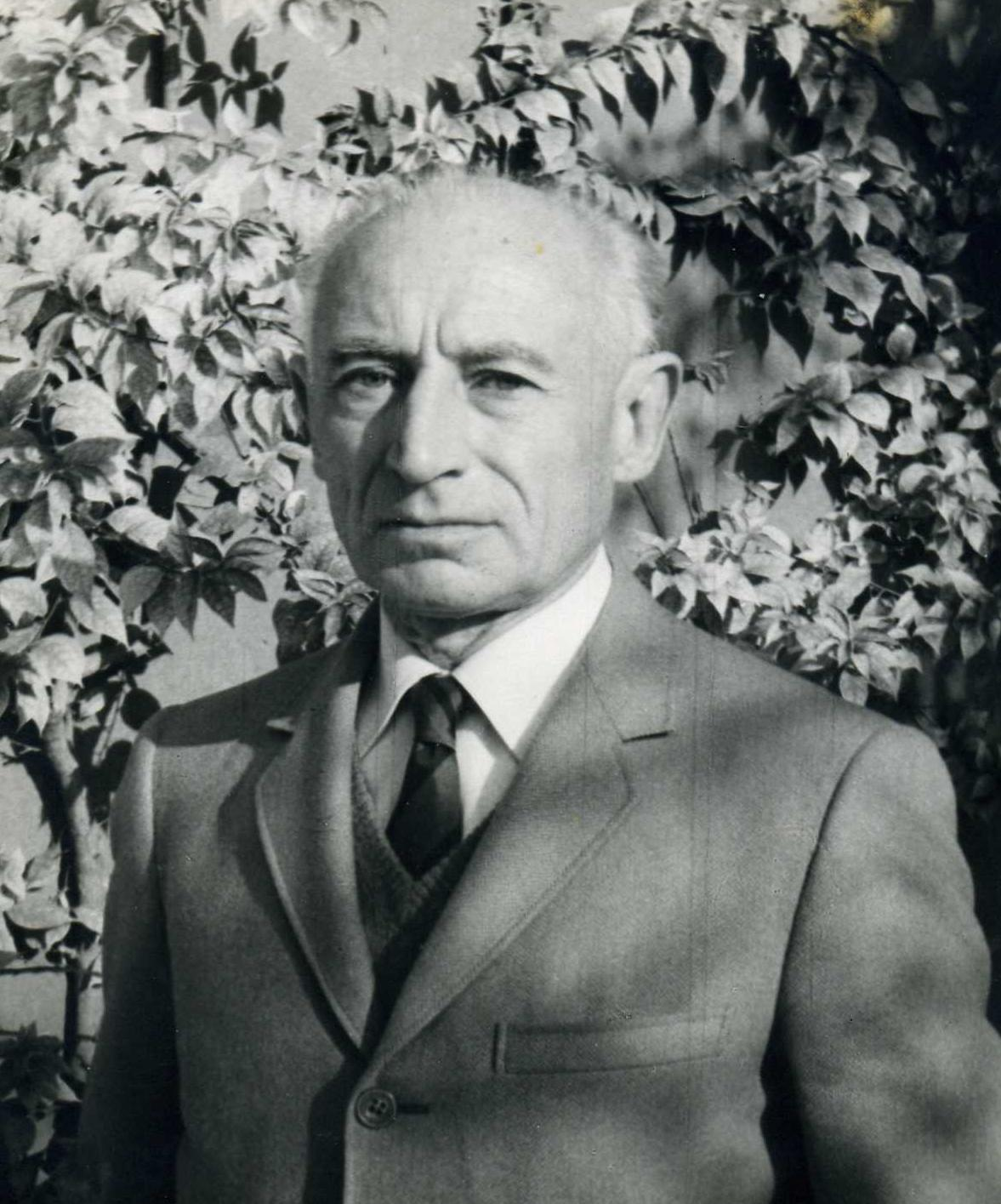
Tullio Pinelli en 1960.

Tullio Pinelli est né à Turin dans le Piémont, descendant d'une longue lignée de patriotes italiens : son grand-oncle Ferdinando Augusto Pinelli (it) a maté la révolte en Calabre qui a suivi l'unification de l'Italie.
Il commence sa carrière comme avocat, mais occupe ses loisirs au théâtre comme dramaturge.
Il rencontre Federico Fellini à un kiosque à journaux en 1946, alors qu'ils lisaient les pages opposées du même journal exposé. Pinelli raconte : « Un coup de foudre artistique. D'emblée, nous parlions le même langage… [...] nous avons commencé à imaginer ensemble une histoire qui fût l'exact opposé de ce qui était alors à la mode, celle d'un modeste employé, une personne humble, qui découvre qu'il peut voler et sort de chez lui, par la fenêtre, en battant des bras. Ce n'était assurément pas une histoire néoréaliste, et elle n'a d'ailleurs pas été tournée. ». Cette anecdote préfigure la scène d'ouverture de 8½ (1963), dans laquelle le personnage principal, un important réalisateur, rêve de s'échapper d'un embouteillage en volant hors de sa voiture.
Tullio Pinelli reçoit le prix David di Donatello du meilleur scénario en 1986 pour Pourvu que ce soit une fille avec Leonardo Benvenuti, Suso Cecchi D'Amico, Piero De Bernardi et Mario Monicelli.
Il épouse l'actrice Madeleine Lebeau en 1988, qui avait joué entre autres dans Casablanca (1942) et 8½ (1963).
Centenaire, il meurt en 2009 à Rome.

## Filmographie

### Comme scénariste
- 1943 : In cerca di felicità (it) de Giacomo Gentilomo
- 1944 : Si chiude all'alba (it) de Nino Giannini (it)
- 1945 : La signora è servita de Nino Giannini
- 1945 : Les Ennuis de Monsieur Travet (Le miserie del signor Travet) de Mario Soldati
- 1946 : Fatalità (it) de Giorgio Bianchi
- 1946 : L'adultera de Duilio Coletti, tiré du scénario de sa pièce de théâtre I padri etruschi
- 1946 : Le Bandit (Il bandito) d'Alberto Lattuada
- 1947 : Le Passeur (Il Passatore) de Duilio Coletti
- 1947 : Fumerie d'opium (La Fumeria d'oppio) de Raffaello Matarazzo
- 1948 : L'amore de Roberto Rossellini, épisode Il miracolo
- 1948 : Sans pitié (Senza pietà) d'Alberto Lattuada
- 1948 : Il grido della terra de Duilio Coletti
- 1949 : Au nom de la loi (In nome della legge) de Pietro Germi
- 1949 : Le Moulin du Pô (Il mulino del Po) d'Alberto Lattuada
- 1950 : Le Chemin de l'espérance (Il cammino della speranza) de Pietro Germi
- 1950 : Les Feux du music-hall (Luci del varietà) de Federico Fellini et d'Alberto Lattuada
- 1951 : Traqué dans la ville de Pietro Germi
- 1951 : Cameriera bella presenza offresi... de Giorgio Pastina
- 1952 : La Tanière des brigands (Il brigante di Tacca del Lupo) de Pietro Germi
- 1952 : Le Cheik blanc (Lo sceicco bianco) de Federico Fellini
- 1953 : L’Auberge tragique (Riscatto) de Marino Girolami
- 1953 : Pietà per chi cade de Mario Costa
- 1953 : La voce del silenzio de Georg Wilhelm Pabst
- 1953 : Les Vitelloni (I vitelloni) de Federico Fellini
- 1953 : Fille d'amour (Traviata '53) de Vittorio Cottafavi
- 1953 : L'Amour à la ville (L'amore in città) de Michelangelo Antonioni, Federico Fellini, Alberto Lattuada, Carlo Lizzani et Dino Risi
- 1954 : Symphonie inachevée (Sinfonia d'amore) de Glauco Pellegrini
- 1954 : Le avventure di Cartouche de Gianni Vernuccio
- 1954 : Gli amori di Manon Lescaut de Mario Costa
- 1954 : La strada de Federico Fellini
- 1955 : Il bidone de Federico Fellini
- 1956 : Hommes et Loups (Uomini e lupi) de Giuseppe De Santis
- 1957 : Les Nuits de Cabiria (Le notti di Cabiria) de Federico Fellini
- 1958 : Fortunella d'Eduardo De Filippo
- 1958 : Erode il grande (it) d'Arnaldo Genoino et de Victor Tourjanski
- 1960 : La dolce vita de Federico Fellini
- 1960 : Adua et ses compagnes (Adua e le compagne) d'Antonio Pietrangeli
- 1961 : Scano Boa de Renato Dall'Ara
- 1962 : Boccace 70 (Boccaccio '70), épisode Le tentazioni del dottor Antonio de Federico Fellini
- 1962 : Quand la chair succombe (Senilità) de Mauro Bolognini
- 1962 : La Steppe (La steppa) d'Alberto Lattuada
- 1963 : Violenza segreta de Giorgio Moser
- 1963 : 8½ de Federico Fellini
- 1964 : Le Gaucho (Il gaucho) de Dino Risi
- 1965 : Les Trois Visages (I tre volti), épisodes Il est venu (Il provino) de Michelangelo Antonioni et Les Amants célèbres (Gli amanti celebri) de Mauro Bolognini
- 1965 : Juliette des esprits (Giulietta degli spiriti) de Federico Fellini
- 1966 : Francesco d'Assisi (it) de Liliana Cavani
- 1967 : Beaucoup trop pour un seul homme (L'immorale) de Pietro Germi
- 1968 : Galileo de Liliana Cavani
- 1969 : Échec à la reine (Scacco alla regina) de Pasquale Festa Campanile
- 1969 : Sweet Charity de Bob Fosse, tiré de son scénario pour Le notti di Cabiria
- 1969 : Serafino de Pietro Germi
- 1969 : Quand, comment et avec qui ? (Come, quando, perché) d'Antonio Pietrangeli
- 1969 : Amore mio aiutami d'Alberto Sordi
- 1970 : Le castagne sono buone de Pietro Germi
- 1970 : Le Jardin des Finzi-Contini (Il giardino dei Finzi-Contini) de Vittorio De Sica (non crédité)
- 1972 : Alfredo, Alfredo de Pietro Germi
- 1973 : Amore e ginnastica (it) de Luigi Filippo D'Amico
- 1975 : Mes chers amis (Amici miei) de Mario Monicelli
- 1975 : Vertiges (Per le antiche scale) de Mauro Bolognini
- 1979 : Voyage avec Anita de Mario Monicelli
- 1981 : Le Marquis s'amuse (Il marchese del Grillo) de Mario Monicelli
- 1982 : La vocazione di Suor Teresa (it) de Brunello Rondi
- 1982 : Mes chers amis 2 (Amici miei - Atto IIº) de Mario Monicelli
- 1985 : Mes chers amis 3 (Amici miei - Atto IIIº) de Nanni Loy
- 1986 : Ginger et Fred (Ginger e Fred) de Federico Fellini
- 1986 : Pourvu que ce soit une fille (Speriamo che sia femmina) de Mario Monicelli
- 1989 : Mano rubata d'Alberto Lattuada
- 1990 : La voce della luna de Federico Fellini
- 2005 : Bonjour Michel (it) d'Arcangelo Bonaccorso

### Comme acteur
- 2002 : Fellini, je suis un grand menteur de Damian Pettigrew, dans son propre rôle